# Біле вино
Бі́ле вино́ — вино, що виготовляється як з білих, так і з червоних або рожевих сортів винограду в умовах ферментації за відсутності шкірки винограду. Забарвлення вина може варіювати від блідо-зеленого, зеленувато-жовтого до золотистожовтого і бурштинового. Саме відсутність шкірки обумовлює світлий відтінок — сік м'якоті ягід переважної більшості сортів винограду майже безбарвний.

## Сорти білого винограду
- Шардоне (Chardonnay)
- Рислінг (Riesling)
- Аліготе (Aligote)
- Совіньйон Блан (Sauvignon Blanc)
- Семійон (Semillon)
- Токай

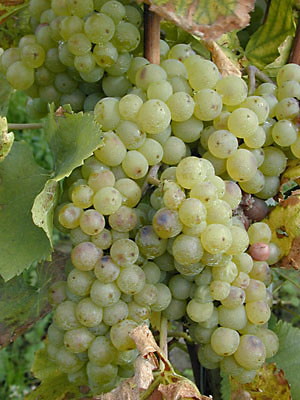
Білий виноград

- Мюськаде (Muscadet, Melon de Bourgogne)
- Пті мансі і Гро Мансі (Petit Manseng, Gros Manseng)
- Шенен Блан (Chenin Blanc)
- Гевюрцтрамінер (Gewurztraminer)
- Мускат (Muscat)
- Мюллер-Тургау (Muller-Thurgau, Risling-Silvaner, Rivaner)
- Віоньє (Viognier)
- Мюськадель (Muscadelle)
- Піно Грі (Pinot Gris, Pinot Gridgio, Grauer Burgunder)
- Піно Блан (Pinot Blanc, Pino Blanco, Weißer Burgunder)
- Сільванер (Silvaner, Sylvaner)
- Марсан (Marsanne, Ermitage)
- Руссан (Roussanne)
- Савані (Savagnin)
- Грюнер Фельтлінер (Griiner Veltliner)
- Верначча (Vernaccia)
- Греко (Greco)
- Макабео (Macabeo, Viura)
- Альбаріньо (Albarino, Alvarinho)
- Вердельо (Verdelho, Verdejo)
- Фурмінт (Furmint)
- Мальвазія (Malvasia, Malmsey)
- Треббьяно (Trebbiano, Ugni Blanc)
- Гарганега (Garganega)
- Кортезе (Cortese)

## Виробництво

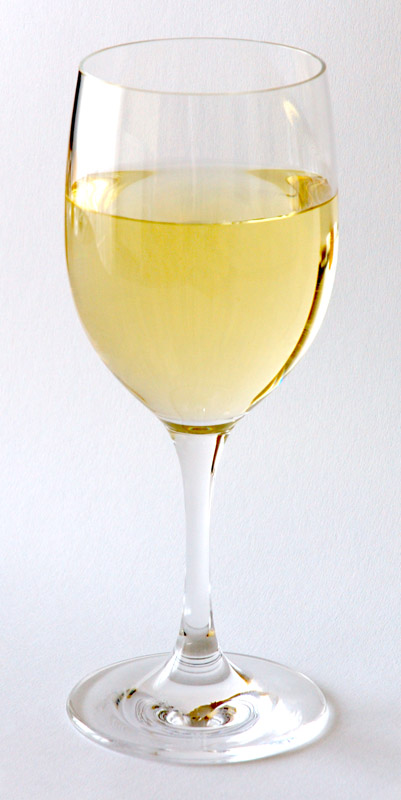
Келих з білим вином

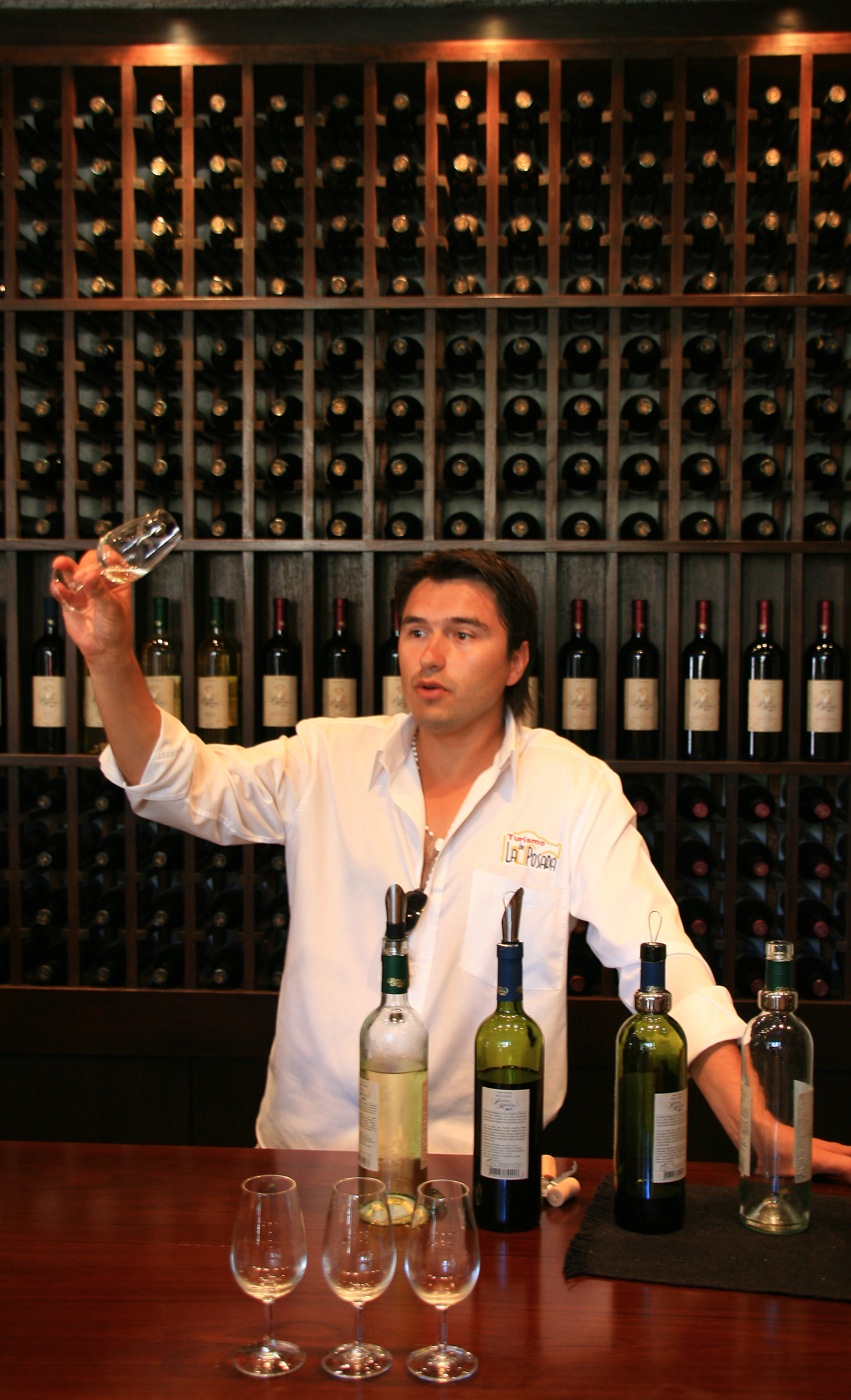
Дегустація вин Torrontés у Кафаяте, Аргентина

Барвники (антоціани) містяться лише в шкірці винограду, тому біле вино може виготовляється з винограду будь-якого кольору (білого, рожевого, червоного). Обов'язковою умовою при цьому є запобігання контакту соку із шкіркою.
Для зведення до мінімуму можливості такого контакту виноград віджимають якомога швидше після прибуття на виноробний завод.
Для очищення сусла від часток винограду і дрібного сміття (піщинок, шматочків лози) застосовуються дві технології: центрифугування або відстоювання сусла природним способом.
Під час ферментації для білого вина важливий ретельніший контроль температури, ніж під час виробництва червоних вин, і потрібно періодичне охолодження сусла. Для успішної роботи винних дріжджів в білому вині необхідно підтримувати температуру в 20 °C.

### Споживання
| Країни               | Частка білого вина (Джерела) |
| В середньому у світі | 40,6 %                       |
| Австралія            | 60 %                         |
| Чехія                | 60 %                         |
| Нова Зеландія        | 56 %                         |
| Люксембург           | 53 %                         |
| Фінляндія            | 50 %                         |
| Велика Британія      | 47 %                         |
| Австрія              | 46,9 %                       |
| Ірландія             | 44 %                         |
| США                  | 40 %                         |
| Німеччина            | 39,8 %                       |
| Аргентина            | 39 %                         |
| Італія               | 37 %                         |
| Швеція               | 36 %                         |
| Канада               | 35,1 %                       |
| Швейцарія            | 31 %                         |
| Нідерланди           | 30 %                         |
| Росія                | 30 %                         |
| Бельгія              | 28,4 %                       |
| Іспанія              | 28 %                         |
| Данія                | 27 %                         |
| Норвегія             | 25,1 %                       |
| Чилі                 | 25 %                         |
| Португалія           | 25 %                         |
| Франція              | 21 %                         |